# Phalera nigrofasciata
Phalera nigrofasciata är en fjärilsart som beskrevs av Jean-Jacques Kieffer 1913. Phalera nigrofasciata ingår i släktet Phalera och familjen tandspinnare. Inga underarter finns listade i Catalogue of Life.